# 1957년 일본 자유민주당 총재 선거
1957년 자유민주당 총재 선거(일본어: 1957年自由民主党総裁選挙)는 1957년 3월 21일에 실시된 자유민주당 총재를 선출하기 위한 선거다.
이시바시 단잔이 총재를 사임하면서 시행되었다. 이시바시는 1956년 12월에 총재 선거에서 승리했으나 불과 2개월 만에 병으로 쓰러져 집무 불능 상태에 빠졌다. 이에 이시바시는 1957년 1월 31일에 외무상 기시 노부스케를 총리대신 임시대리로 지명한 뒤 2월 25일에는 내각 총사퇴를 결의했다. 같은 날 국회는 기시를 제56대 총리대신으로 선출하여 제1차 기시 내각이 발족했고 이후 총재 선거를 준비했다.

## 후보자
입후보제가 아니었으며 기시가 총리대신이 된 뒤에 선거가 시행되었기에 사실상 기시에 대한 신임투표적 성격이 강했다.
| 기시 노부스케                                                              |
|                                                                            |
| 중의원 의원(3선, 야마구치현 제2구) 내각총리대신(1957-현직) 총재(1957-현직) |
| 십일회                                                                     |
| 야마구치현                                                                 |

## 결과
자민당 총재 선거에서 입후보제가 도입된 건 1970년대의 일로 이 당시엔 입후보 표명 여부와 무관하게 자민당 소속 의원에 대한 표는 모두 유효표로 산정되었다.
| 후보자            | 득표수 | 득표율 |
| ----------------- | ------ | ------ |
| 기시 노부스케     | 471표  | 99.16% |
| 마쓰무라 겐조     | 2표    | 0.42%  |
| 이시이 미쓰지로   | 1표    | 0.21%  |
| 기타무라 도쿠타로 | 1표    | 0.21%  |
| 합계              | 475표  | 100%   |
| 유효 투표수       | 475표  |        |
| 무효표·백표       |        |        |
| 유권자 수         |        | 100%   |